# 99-я танковая бригада
99-я танковая бригада — танковая бригада Красной армии в годы Великой Отечественной войны.
Сокращённое наименование — 99 тбр.

## Формирование и организация

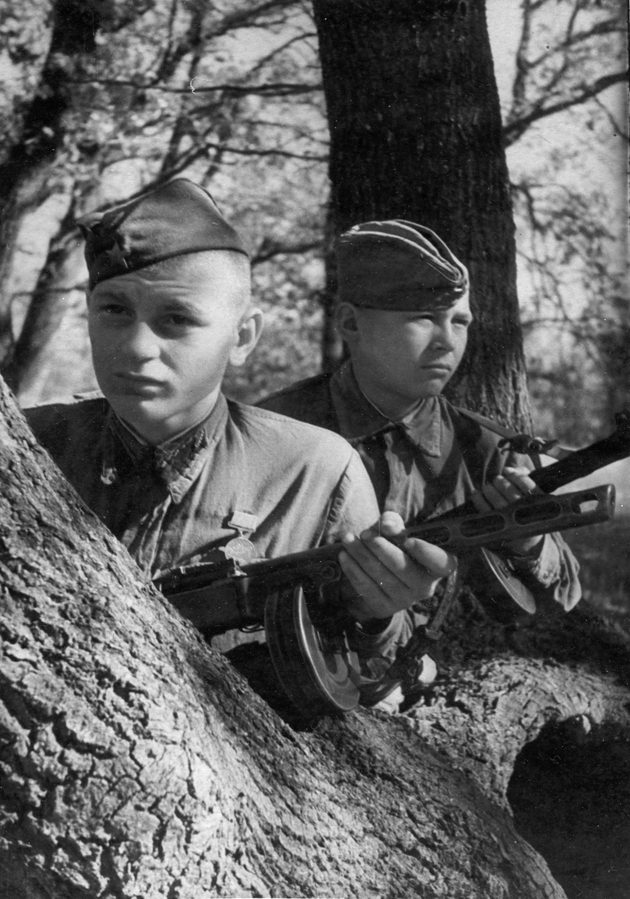
Юные фронтовики-разведчики 99-й танковой бригады В. Г. Кузнецов (слева) и В. Н. Должиков (1926 г.р.) в хуторе Кривуша в районе Сталинграда. Октябрь 1942 г.

99-я отдельная танковая бригада начала формирование на основании Директивы НКО № 723499сс от 15.02.1942 г. Формировалась бригада с 8 марта 1942 г. в г. Копейске (Челябинская обл.) Челябинским УАБТЦ. С 26 июня 1942 г. бригада доформировывалась в Костеревских лагерях (ст. Костерёво Петушинского района Московской области.). Закончила формирование 18 июля 1942 г.
Приказом НКО № 284 от 19 сентября 1943 г. и Директивой ГШКА № 3/139628 от 23.09.1943 г. преобразована в 59-ю гв. танковую бригаду.

## Боевой и численный состав
Бригада сформирована по штатам  №№ 010/280-010/287 от 14.07.1942 г.:
- Управление бригады [штат № 010/280]
- 289-й отд. танковый батальон [штат № 010/281]
- 290-й отд. танковый батальон [штат № 010/282]
- Моторизованный стрелково-пулеметный батальон [штат № 010/283]
- Противотанковая батарея [штат № 010/284]
- Рота управления [штат № 010/285]
- Рота технического обеспечения [штат № 010/286]
- Медико-санитарный взвод [штат № 010/287]

В начале сентября 1942 г. в состав бригады входили 21-й и 28-й учебные танковые батальоны, сводный батальон морской пехоты, 282-й сп НКВД, учебно-тракторный отряд рабочих, 6 батарей орудий различных калибров, мотострелково-пулеметный батальон
Директивой НКО УФ2/883 от 25.10.1942 г. переведена на штаты №№ 010/270-010/277 от 31.07.1942:
- Управление бригады [штат № 010/270]
- 289-й отд. танковый батальон [штат № 010/271]
- 290-й отд. танковый батальон [штат № 010/272]
- Мотострелково-пулеметный батальон [штат № 010/273]
- Истребительно-противотанковая батарея [штат № 010/274]
- Рота управления [штат № 010/275]
- Рота технического обеспечения [штат № 010/276]
- Медико-санитарный взвод [штат № 010/277]

## Подчинение
Периоды вхождения в состав Действующей армии:
- с 23.07.1942 по 29.10.1942 года.
- с 22.12.1942 по 19.09.1943 года.

| Дата            | Фронт (округ)             | Армия                 | Корпус                          | Дивизия | Бригада | Примечания |
| --------------- | ------------------------- | --------------------- | ------------------------------- | ------- | ------- | ---------- |
| 01.03.1942 года | Уральский военный округ   |                       |                                 |         |         |            |
| 01.04.1942 года | Уральский военный округ   |                       |                                 |         |         |            |
| 01.05.1942 года | Уральский военный округ   |                       |                                 |         |         |            |
| 01.06.1942 года | Уральский военный округ   |                       |                                 |         |         |            |
| 01.07.1942 года | РВГК                      | 3-я танковая армия    |                                 |         |         |            |
| 01.08.1942 года | Сталинградский фронт      | 1-я танковая армия    | 23-й танковый корпус            |         |         |            |
| 01.09.1942 года | Юго-Восточный фронт       | 62-я армия            | 2-й танковый корпус             |         |         |            |
| 01.10.1942 года | Сталинградский фронт      |                       | 2-й танковый корпус             |         |         |            |
| 01.11.1942 года | Приволжский военный округ |                       | 2-й танковый корпус             |         |         |            |
| 01.12.1942 года | Приволжский военный округ |                       | 2-й танковый корпус             |         |         |            |
| 01.01.1943 года | Юго-Западный фронт        |                       | 2-й танковый корпус             |         |         |            |
| 01.02.1943 года | Юго-Западный фронт        | 3-я гвардейская армия | 2-й танковый корпус             |         |         |            |
| 01.03.1943 года | Юго-Западный фронт        |                       | 2-й танковый корпус             |         |         |            |
| 01.04.1943 года | Юго-Западный фронт        |                       | 2-й танковый корпус             |         |         |            |
| 01.05.1943 года | Юго-Западный фронт        |                       | 2-й танковый корпус             |         |         |            |
| 01.06.1943 года | Юго-Западный фронт        |                       | 2-й танковый корпус             |         |         |            |
| 01.07.1943 года | Юго-Западный фронт        |                       | 2-й танковый корпус             |         |         |            |
| 01.08.1943 года | Воронежский фронт         |                       | 2-й танковый корпус             |         |         |            |
| 01.09.1943 года | Воронежский фронт         | 40-я армия            | 2-й танковый корпус             |         |         |            |
| 01.10.1943 года | Воронежский фронт         | 40-я армия            | 8-й гвардейский танковый корпус |         |         |            |

## Командиры

### Командиры бригады
- Кузнецов Георгий Яковлевич, подполковник, ид, 08.03.1942 - 09.04.1942 года.[1]
- Кузнецов Георгий Яковлевич, подполковник (08.08.1942 погиб в бою), 09.04.1942 - 08.08.1942 года.
- Житнев Павел Семенович, подполковник (07.09.1943 погиб в бою), 09.08.1942 - 07.09.1942 года.[2]
- Городецкий Моисей Исаакович, майор, с 11.01.1943 подполковник, ид, 07.09.1942 - 16.01.1943 года.[3]
- Городецкий Моисей Исаакович, подполковник (14.02.1943 погиб в бою), 16.01.1943 - 14.02.1943 года.
- Малов Леонид Иванович, подполковник, ид, 20.02.1943 - 24.06.1943 года.[4]
- Малов Леонид Иванович, подполковник (09.08.1943 погиб в бою), 24.06.1943 - 09.08.1943 года.
- Пузанков Григорий Степанович, подполковник, 10.08.1943 - 19.09.1943 года.[5]

### Начальники штаба бригады
- Городецкий Моисей Исаакович, майор, ид, 08.03.1942 - 05.04.1942 года.
- Городецкий Моисей Исаакович, майор, 05.04.1942 - 07.09.1942 года.
- Малов Леонид Иванович, майор, 07.09.1942 - 10.02.1943 года.
- Осипов Андрей Никифорович, майор (10.08.1943 погиб в бою),10.02.1943 - 09.08.1943 года.[6]
- Бобров Ефим Фомич, подполковник, 09.08.1943 - 23.09.1943 года.[7]

### Начальник политотдела, заместитель командира по политической части
- Грозь Михаил Николаевич, батальон. комиссар, 11.08.1942 ст. батальон. комиссар, 05.03.1942 - 11.10.1942 года.[8]
- Баранов Павел Петрович, батальон. комиссар, 06.11.1942 майор, 11.10.1942 - 09.01.1943 года.[9]
- Артемьев Яков Макарович, майор, 09.01.1943 - 14.02.1943 года.[10]
- Тептин Иван Иванович, майор, 12.03.1943 - 19.09.1943 года.[11]

## Боевой путь

### 1942
В июле - августе 1942 г. вела ожесточенные бои с врагом в излучине р. Дон и обороняла Сталинград.
19 июля 1942 г. бригада переброшена юго-западнее Сталинграда, где вошла в состав 23-го тк 1-й ТА.
9 августа 1942 г. бригада вышла из состава 23-го тк и вошла в оперативное подчинение 62-й армии в районе ст. Александровка (зап. Сталинграда), где включена в состав 2-го тк. 29 сентября 1942 г. вышла из боя во второй эшелон 62-й армии и занимала оборону по восточному берегу Волги, в районе хуторов Кривуша и Репино.
29 октября 1942 г. в составе 2-го тк вышла в резерв Ставки ВГК и убыла в Татищевские ТВЛ (район Саратова) на укомплектование.
С 17 по 23 декабря 1942 г. бригада в составе 2-го тк передислоцировалась из Саратова в район ст. Лог (сев.-зап. Сталинграда) и вошла в подчинение 5-й ТА.

### 1943
С 7 января 1943 г. переподчинена 3-й гв. армии Юго-Западного фронта.
13 марта 1943 г. бригада в составе 2-го тк вышла в резерв Юго-Западного фронта в район Шейковка Харьковской обл. на доукомплектование.
16 апреля 1943 г. бригада в составе 2-го тк прибыла в район Шелаево Уразовского района Курской обл. и продолжила доукомплектование, находясь в резерве Юго-Западного фронта.
в составе Воронежского фонта участвовала в Курской битве в районе г. Белгорода.
7 июля 1943 г. бригада в составе 2-го тк прибыла в район Прохоровки и включена в состав Воронежского фронта.
С 9 июля 1943 г. оперативно подчинена 69-й армии.
С 12 июля 1943 г. вышла из подчинения 69-й армии и подчинена 5-й гв. ТА.
С 23 июля 1943 г. вышла из подчинения 5-й гв. ТА и подчиненан 5-й гв. армии.
С 2 августа 1943 г. вышла из подчинения 5-й гв. армии и подчинена 40-й армии.